# Yu Okubo
Yu Okubo (大久保 優 Okubo Yu?), född 17 maj 1997 i Kyoto prefektur, är en japansk fotbollsspelare.
Okubo började sin karriär 2020 i Gainare Tottori.